# Dennery
Dennery é um distrito  e  uma cidade da costa leste da ilha de Santa Lúcia. A população do distrito (quartier) estimava-se em 12.876 h. em 2002.
A reserva Fregate Island Nature é um  offshore a poucos quilómetros a sul desta cidade.